# Homo erectus von Mülheim-Kärlich
Der Homo erectus von Mülheim-Kärlich war ein Urmensch, von dem sich in der Tongrube „Carl Heinrich“ im heutigen Ortsteil Kärlich von Mülheim-Kärlich (Rheinland-Pfalz) Artefakte erhalten haben. Die Funde, u. a. Faustkeile aus Quarzit und Feuerstein von Homo erectus, wurden 1980 geborgen. Sie belegen, dass das Gebiet von Mülheim-Kärlich zu den ältesten Plätzen Deutschlands gehört, die von Individuen der Gattung Homo besiedelt wurden.
Homo erectus war die erste Art der Gattung Homo, die ihren Lebensbereich – aus Afrika kommend – in die gemäßigten Zonen Europas ausdehnte. Dies war vermutlich nur möglich, weil Homo erectus in dem durch den Wechsel von Kalt- und Warmzeiten geprägten Pleistozän das Feuer beherrschte. Der Prähistoriker Gerhard Bosinski fand  einen Wohnplatz mit Holzresten, die schindelförmig übereinander lagen, sowie über vier Meter lange Stämme mit Durchmessern von über 30 cm, die aus der Zeit vor 440.000 Jahren stammen, d. h. vom Ende des Cromer-Komplexes und vor Beginn der Elster-Kaltzeit. Der Wohnplatz der Jäger und Sammler lag am Ufer des ehemaligen Vulkansees im Krater eines nicht mehr aktiven Vulkans in der Osteifel. Am Seeufer fanden sich neben Resten von Wasserpflanzen Holzbruchstücke, die möglicherweise Lanzen oder Speere waren. Diese wären deutlich älter als z. B. die Schöninger Speere aus Niedersachsen. An Werkzeugen wurden in Kärlich Faustkeile, große Schaber und Spaltkeile aus Quarz und Quarzit gefunden, die aus den Schottern des nahen Rheins stammen. Als Amboss wurde wahrscheinlich ein 15 kg schweres Quarzitgeröll verwendet.
Nach den zerschlagenen Knochen, die gefunden wurden, jagte Homo erectus im Gebiet des heutigen Mülheim-Kärlich wilde Pferde, Rinder und Schweine. Ob auch ein etwa zwei Meter langer Stoßzahn eines Waldelefanten zu seiner Jagdbeute gehörte, ist unsicher. Haselnussschalen weisen auch auf seine Tätigkeit als Nahrungsmittelsammeler hin.

## Quelle
- Emil Hoffmann: Lexikon der Steinzeit. München 1999, ISBN 3-406-42125-3, S. 197.

Koordinaten: 50° 23′ 14,9″ N, 7° 28′ 11,1″ O